# 上田三千夫
上田 三千夫（うえだ みちお、1926年10月25日-2002年4月14日）は、日本競馬会、国営競馬、日本中央競馬会に所属した騎手、競走馬調教師。騎手時代に二冠馬ダイナナホウシユウの主戦騎手を務めたことで知られる。

## 経歴
福岡県小倉市（現・北九州市）出身（出生地は宮崎県）。旧姓は和田。1939年に小倉競馬場所属の調教師、上田武司に弟子入りし、のち養子となる。
1943年に騎手免許を取得し、春季宮崎競馬より騎乗、3日目で初勝利を飾ったが、上田が応召したために渋川久作厩舎に移籍。1944年3月に一旦騎手を廃業した。
戦後、1946年9月に再び騎手免許を取得。高橋直三厩舎の所属となったが、1948年には京都競馬場に厩舎を構えた上田厩舎に復帰し、主戦騎手を務めるようになった。その後、国営競馬時代の1951年には69勝を挙げるなど活躍した。
上田は、厩舎に数多くの馬を預けていた上田清次郎の持ち馬で多くの勝利を飾ったが、中でもダイナナホウシユウでは、1954年の皐月賞および菊花賞を勝利して二冠を制したほか、翌年の天皇賞・秋を逃げ切るなど、優れた成績を残している。
騎手として1965年2月まで騎乗し、中央競馬では通算257勝を挙げて調教師に転身した。
調教師になってからも、上田清次郎の持ち馬を数多く管理し、1971年の金鯱賞や阪神大賞典を勝ったスインホウシュウなどを管理したが、騎手時代ほどには重賞勝ちには恵まれなかった。
1999年2月28日をもって定年により調教師を引退した。通算626勝。

## 通算成績

### 騎手時代
- 1457戦257勝（中央競馬発足以降）

#### 主な騎乗馬
- ダイナナホウシユウ（1954年 皐月賞、神戸杯、菊花賞、1955年 京都記念・秋、天皇賞・秋、1956年 阪神大賞典）
- ホウシユウクイン（1958年 桜花賞）
- サチホマレ（1951年 チャレンジカップ、京都記念・秋、1952年 京都記念・春）
- ダイサンホウシユウ（1953年 京都杯、1954年 日本経済新春杯）
- ノーベル（1952年 チャレンジカップ）
- ミネマサ（1954年 毎日杯）
- ライデンオー（1954年 阪神3歳ステークス）
- リンデン（1958年 京都4歳特別）
- ホウシユウサクラ（1958年 京都杯）
- ダイマンゲツ（1959年 タマツバキ記念・秋）
- タイノボリ（1962年 タマツバキ記念・秋）
- コウライオー（1965年 迎春賞）

### 調教師時代
| 通算成績 | 1着 | 2着 | 3着 | 4着以下 | 出走回数 | 勝率 | 連対率 |
| -------- | --- | --- | --- | ------- | -------- | ---- | ------ |
| 平地     | 551 | 597 | 623 | 5,171   | 6,942    | .079 | .165   |
| 障害     | 75  | 84  | 55  | 280     | 494      | .152 | .322   |
| 計       | 626 | 681 | 678 | 5,451   | 7,433    | .083 | .175   |

- 初出走：1965年3月21日 1回阪神2日目第2競走 レステリ（10着）
- 初勝利：1965年6月20日 4回阪神6日目第3競走 ナンバイチバン（延18頭目）
- 重賞競走5勝

#### 主な管理馬
- スインホウシュウ（1971年 金鯱賞、阪神大賞典）
- マサイチモンジ（1972年 京都4歳特別）
- ブゼンエイト（1969年 京都大障害・春）
- エリモターン（1989年 京都大障害・春）

## 主な厩舎所属者
※太字は門下生。括弧内は厩舎所属期間と所属中の職分。
- 安藤正敏（1965年-1978年 騎手）
- 田所清広（1974年-1990年 騎手、1993年-1996年 調教助手）
- 中島敏文（1979年 騎手）
- 西谷達男（1979年-1985年 騎手）
- 藤原哲朗（1986年-1993年 騎手）
- 宮徹（1991年-1993年、1993年-1996年 騎手）
- 岡冨俊一（1996年-1998年 騎手）